# Сорек (заповедник)
Сорек  (ивр. שורק‎) — заповедник в Израиле.
Сталактитовая пещера Сорек (ивр. מערת שורק‎) была обнаружена в мае 1968 года — в карьере горы Хар Тув, где добывался строительный щебень, при очередном взрыве породы открылось небольшое отверстие, ведущее в сталактитовую пещеру, до этого не имевшую выхода на поверхность. В 1975 году пещере присвоен статус заповедника.
Пещера Сорек расположена в районе Бейт-Шемеша на западном склоне Иудейских гор, к югу от ручья Сорек, в 10—15 минутах езды от Иерусалима. Вход в пещеру находится на высоте 385 метров над уровнем моря.
Территория заповедника составляет 180 дунамов. Площадь самой пещеры — около 4800 м², объём — около 25 тысяч м³. Максимальная длина её — 91 метр, ширина — до 80 метров, максимальная высота потолка — 15 метров (средняя — 5,5 метра). Температура воздуха здесь постоянная, 22 градуса Цельсия, влажность колеблется от 92 % до 100 %.
Заповедник, где расположена пещера, носит имя Авшалом, в память Авшалома Шохама — солдата, погибшего в Войне на истощение. Пещера граничит с национальным парком Иудейские горы и заповедником ручей Сорек. Туристическая брошюра Общества охраны окружающей среды Израиля рекомендует посещать заповедник между ноябрём и маем, когда цветут кустарники, наряду с искусственно высаженными соснами составляющие растительность заповедника Авшалом, чтобы совместить визит в пещеру и прогулку по её окрестностям.

## Галерея

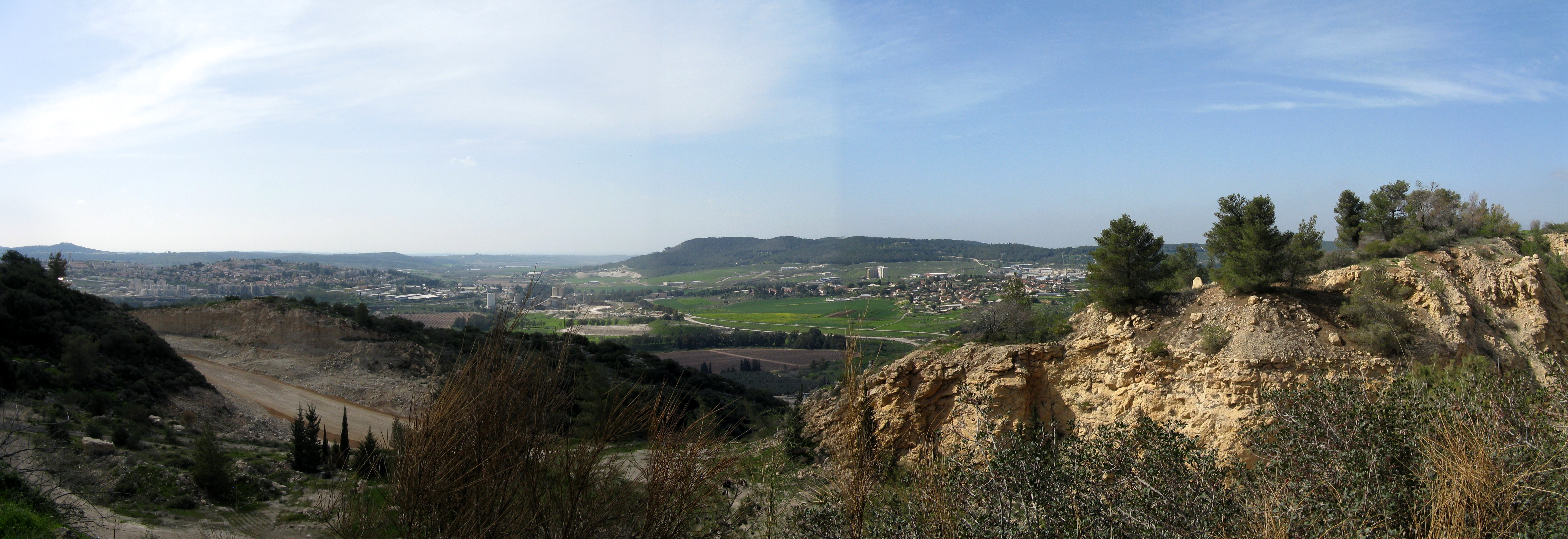
Вид с площадки входа в пещеру
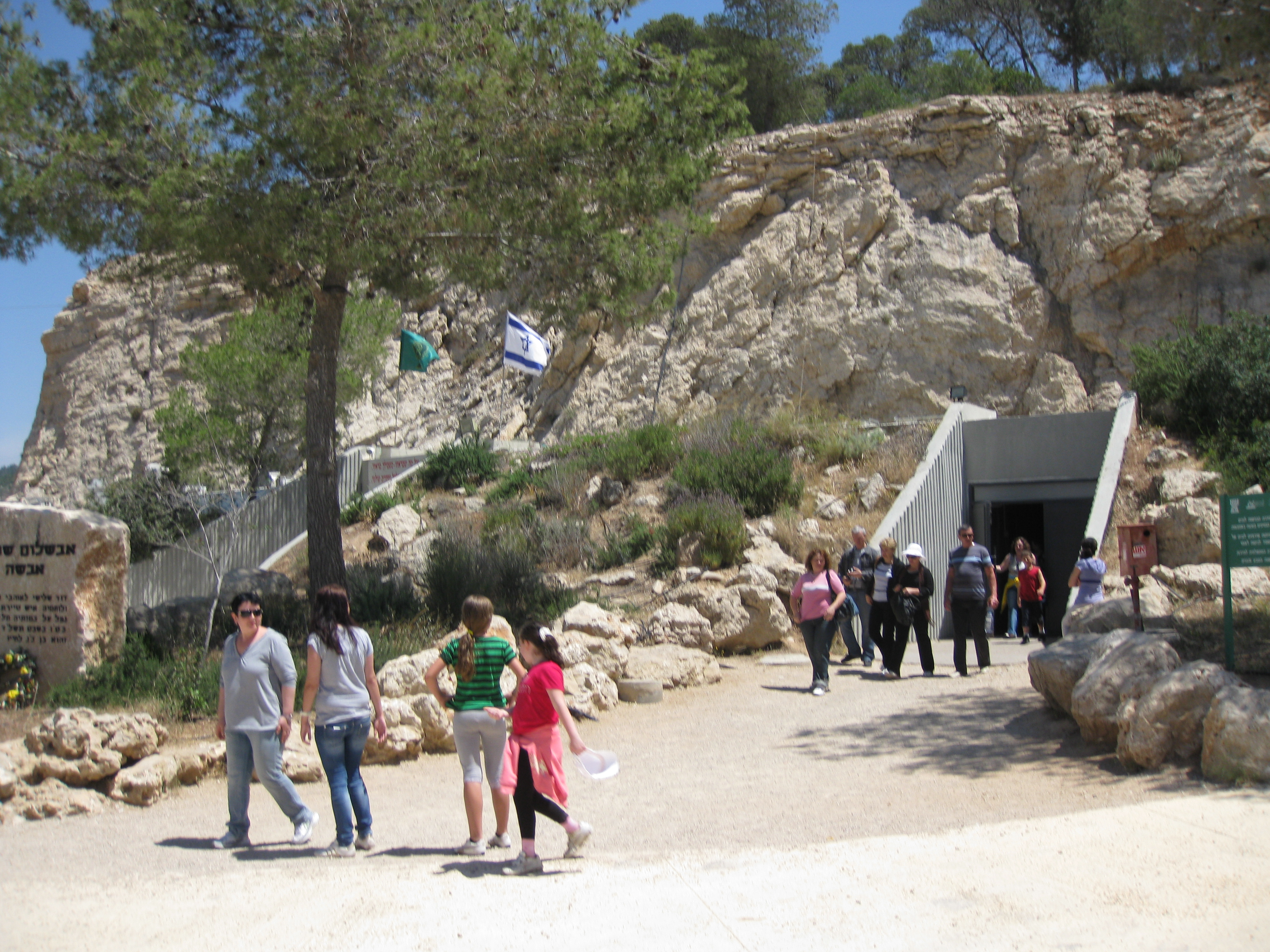
Выход из пещеры
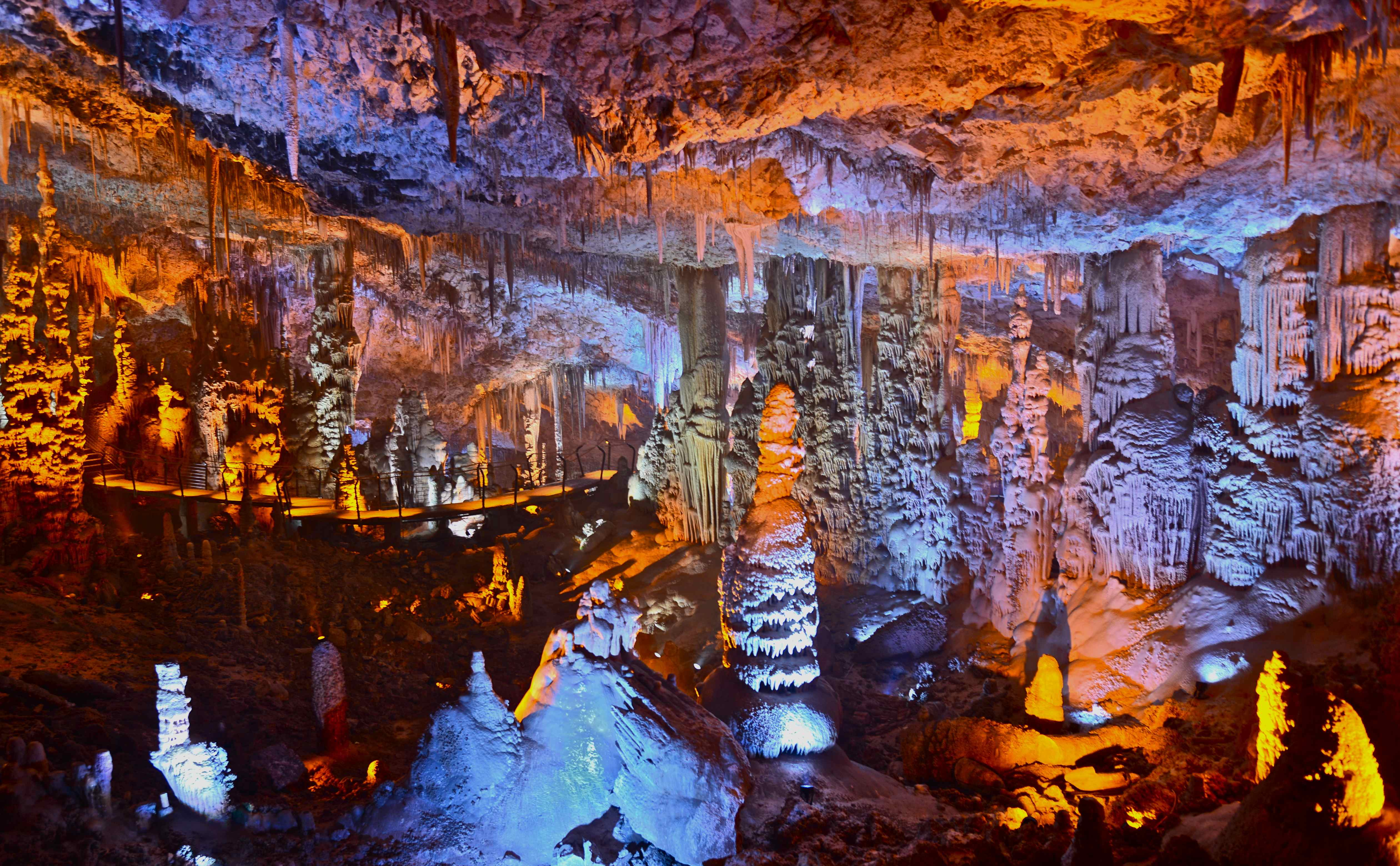
Интерьер пещеры
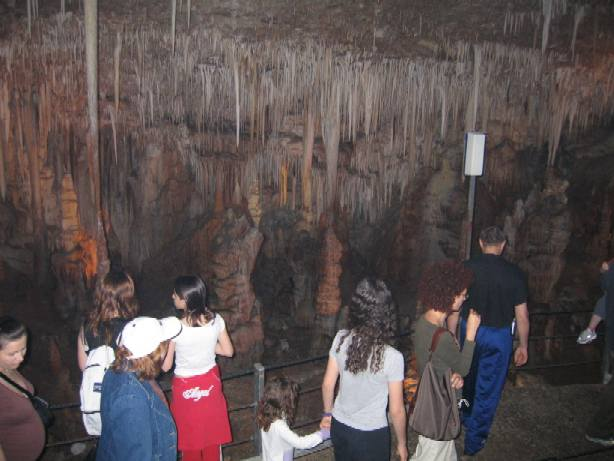
Идёт экскурсия
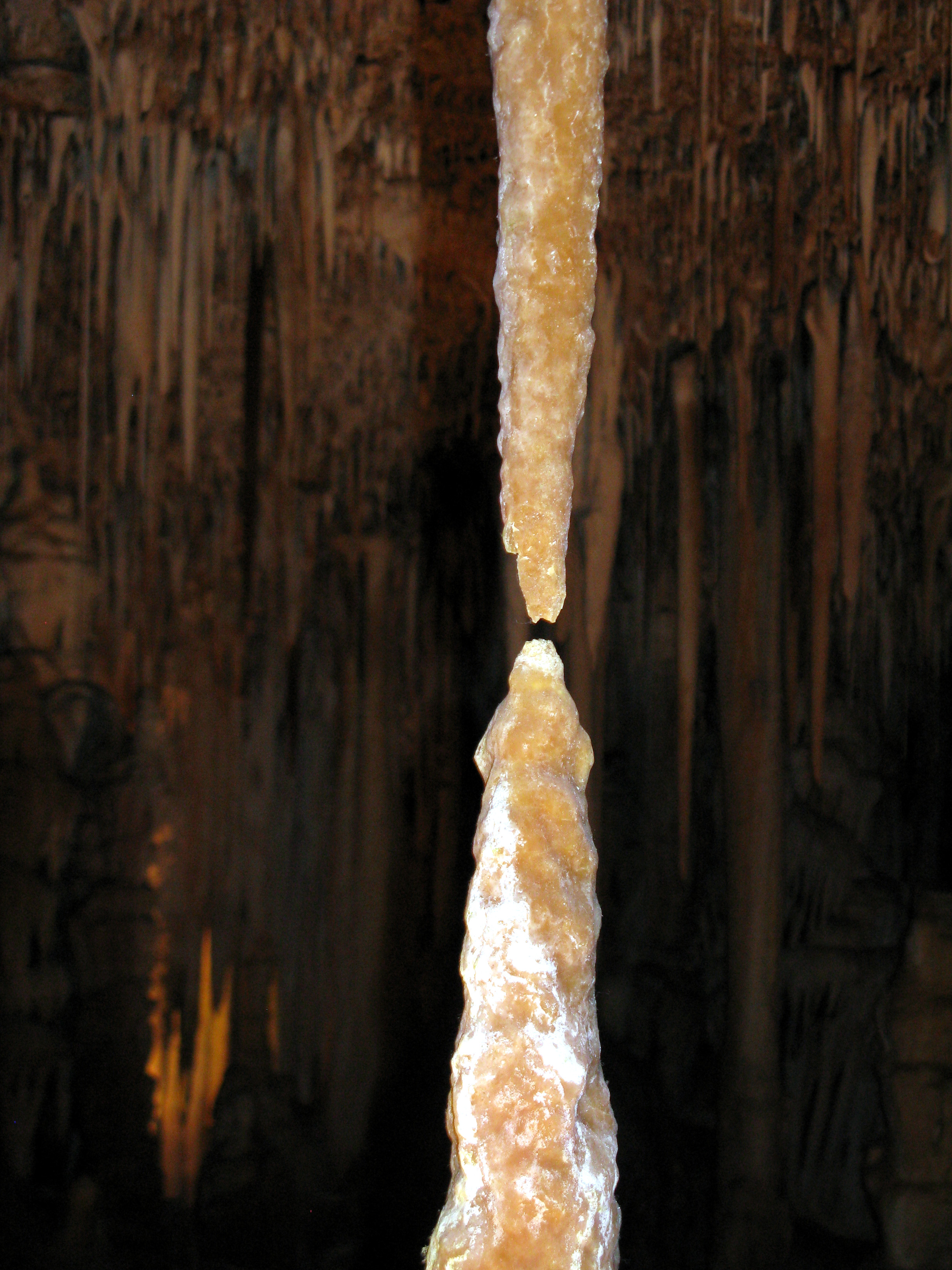
«Ромео и Джульетта»
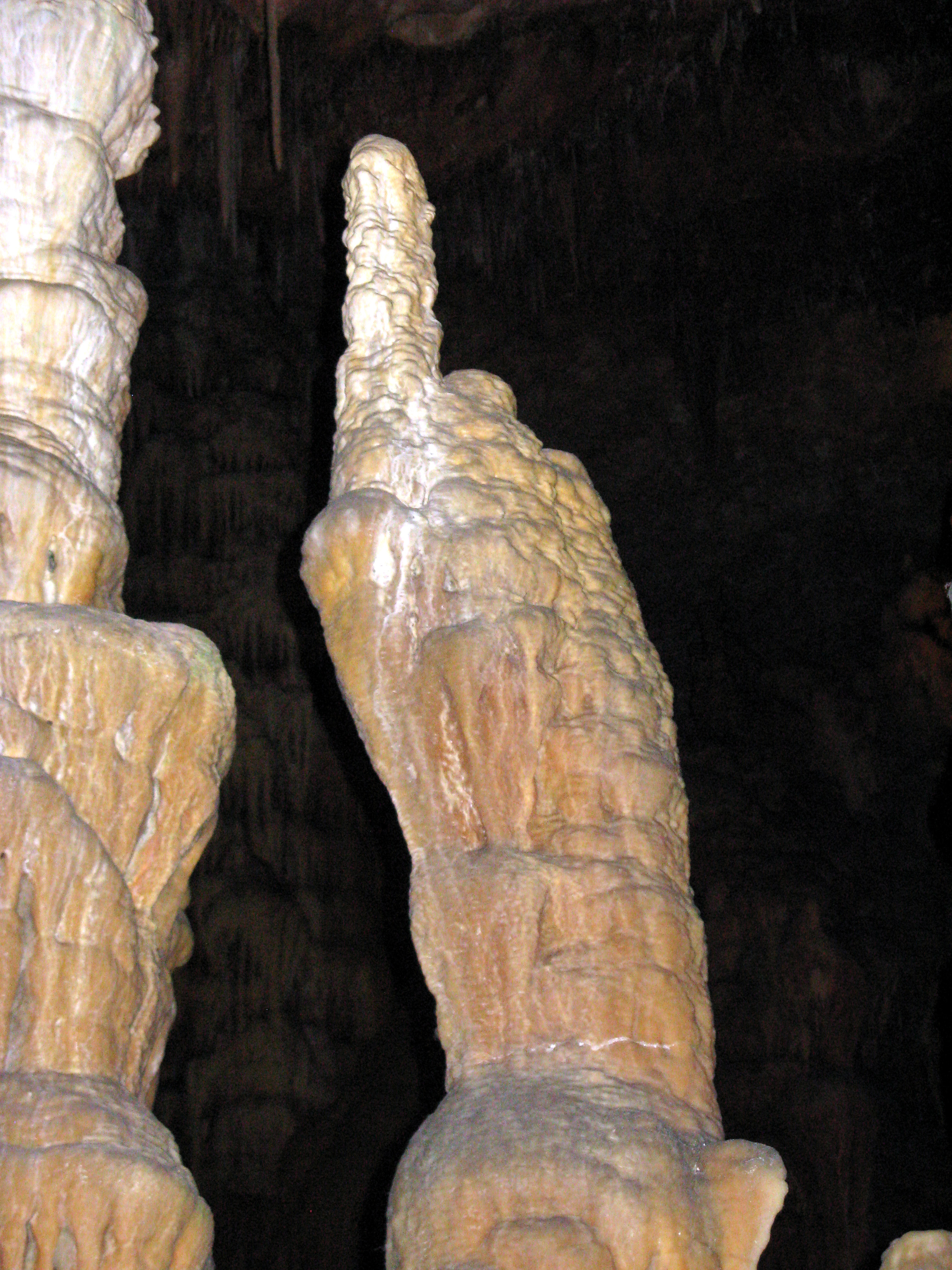
Сталагмит необычной формы
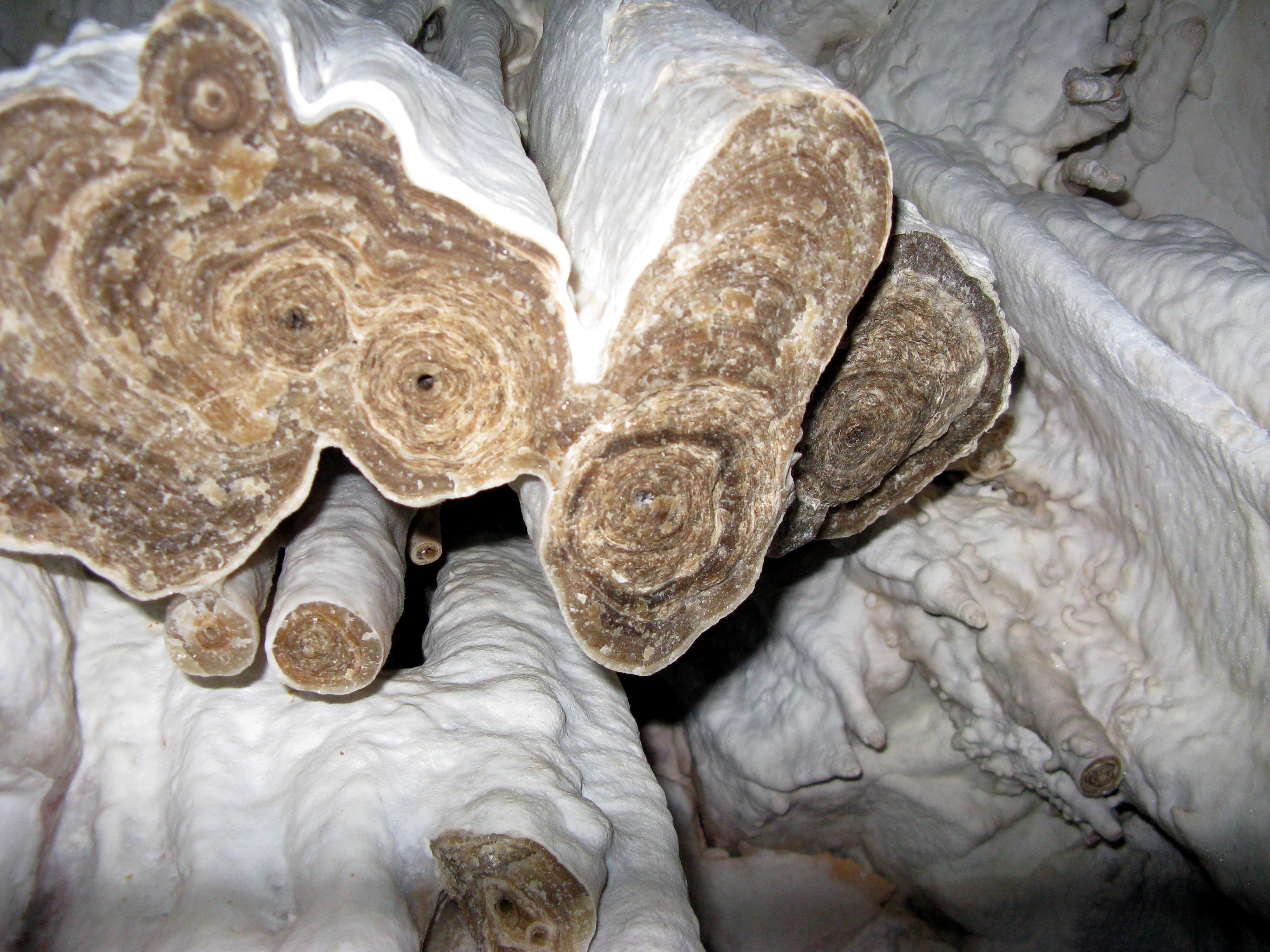
Сталактит в разрезе
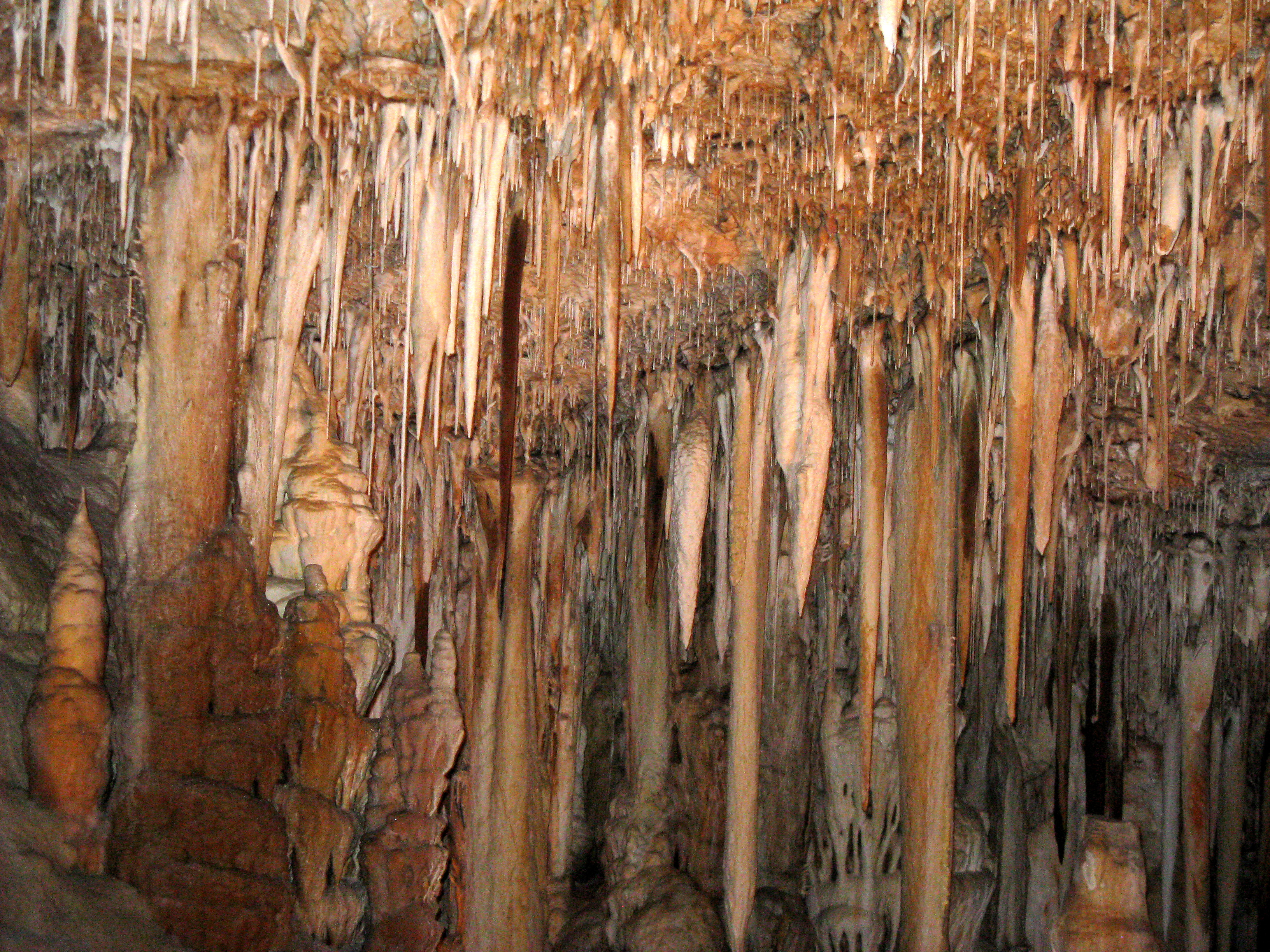
Сталактиты
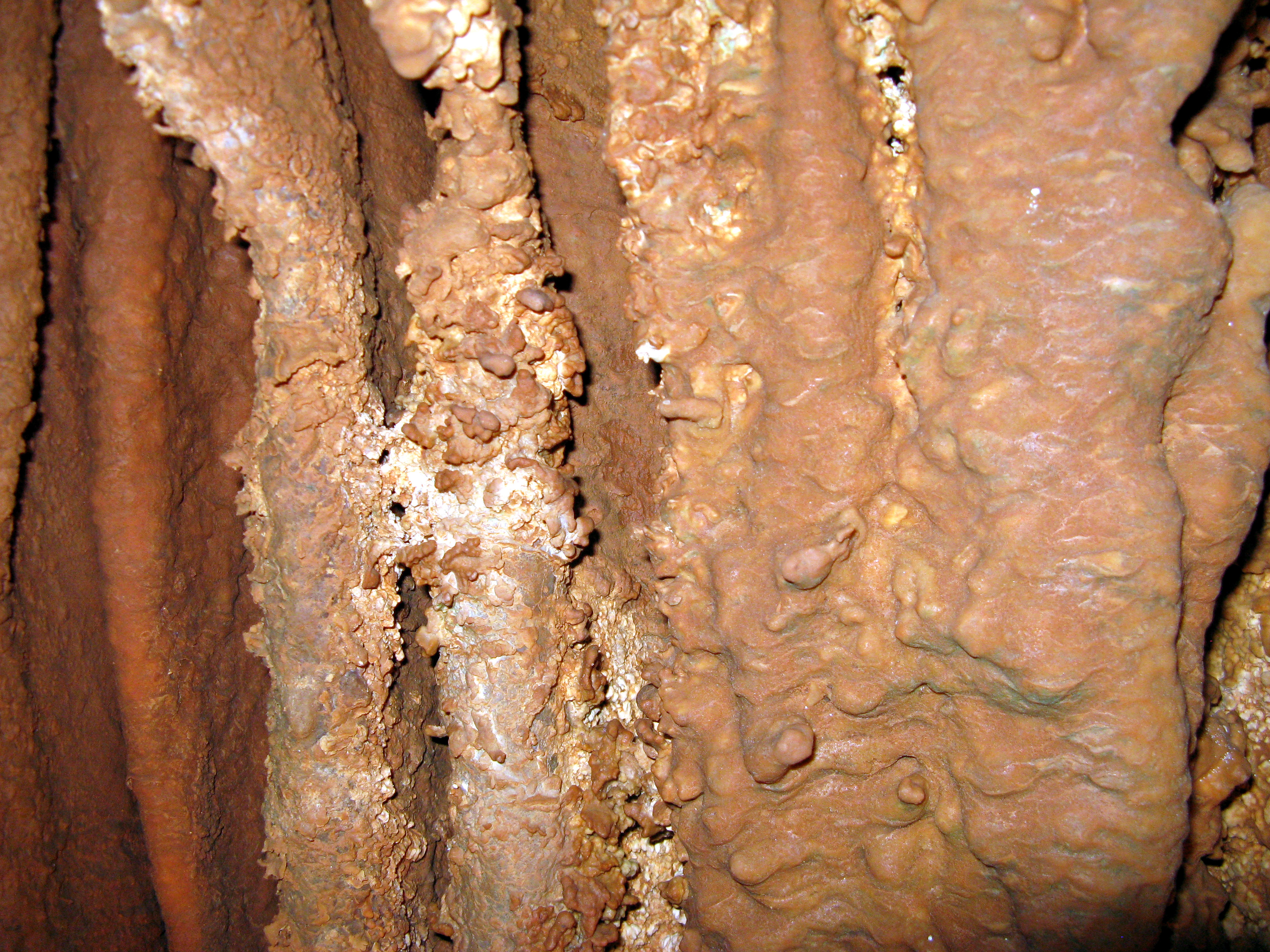
Драпировка
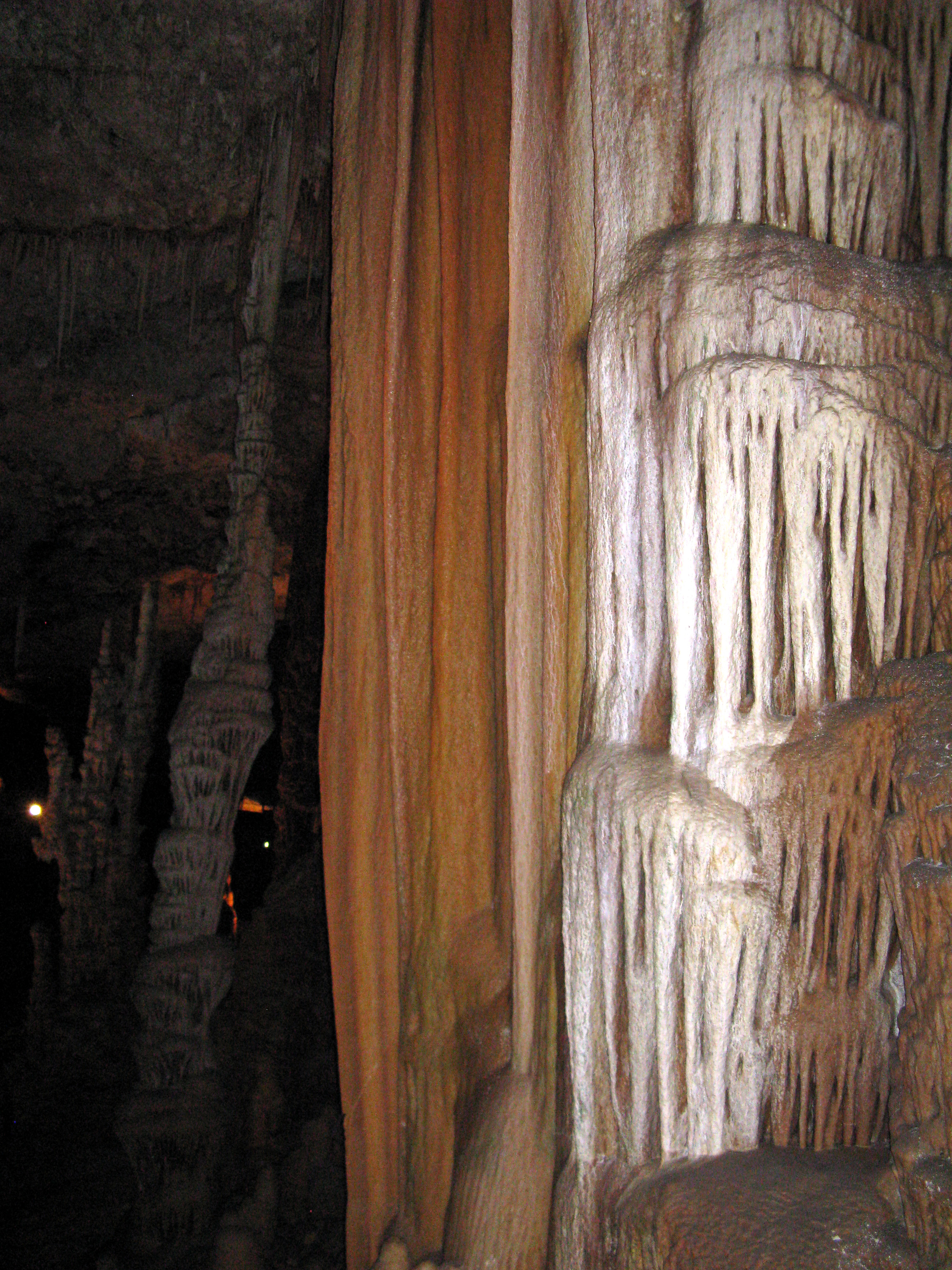
Драпировка
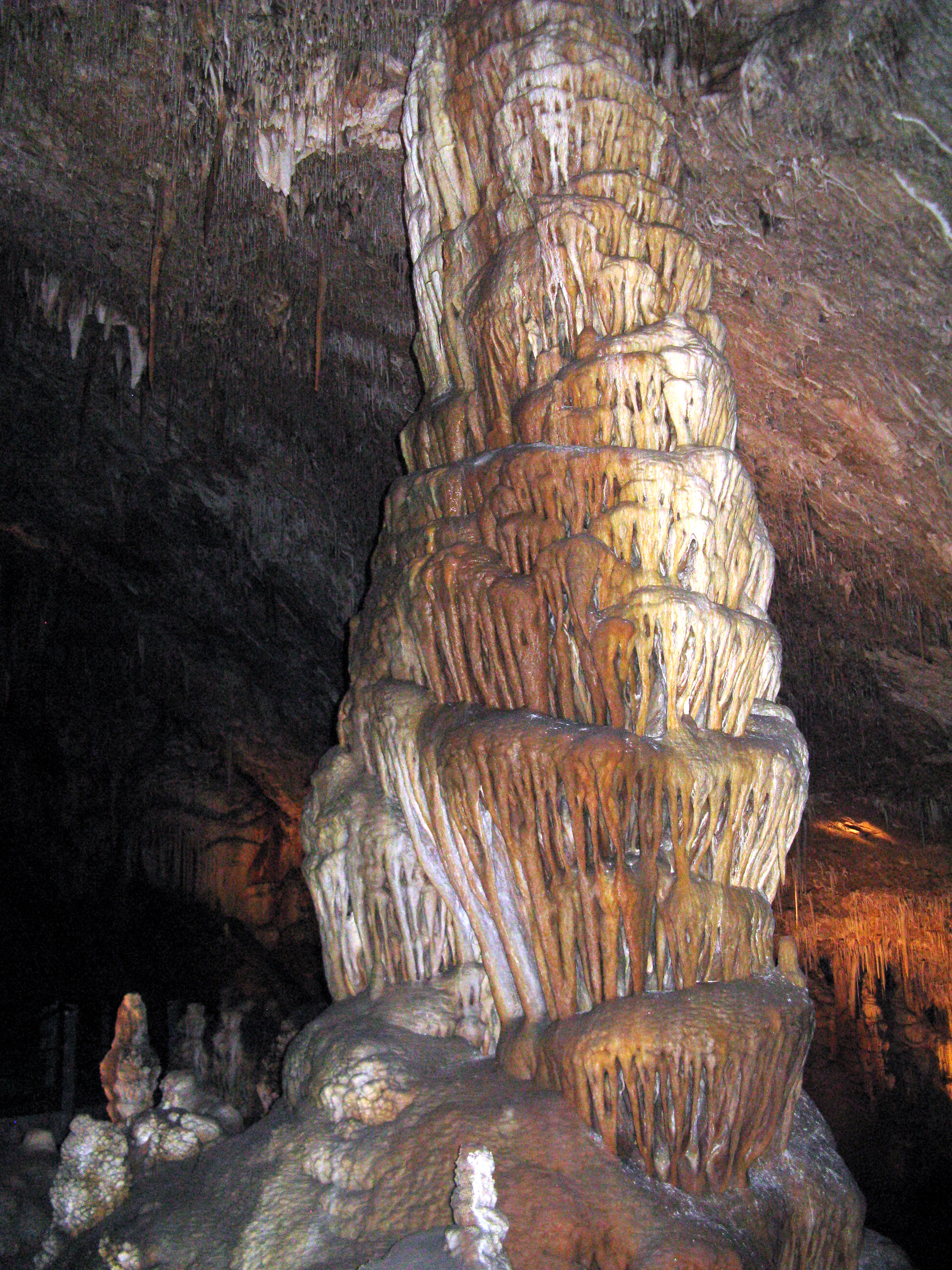
Сталагнат
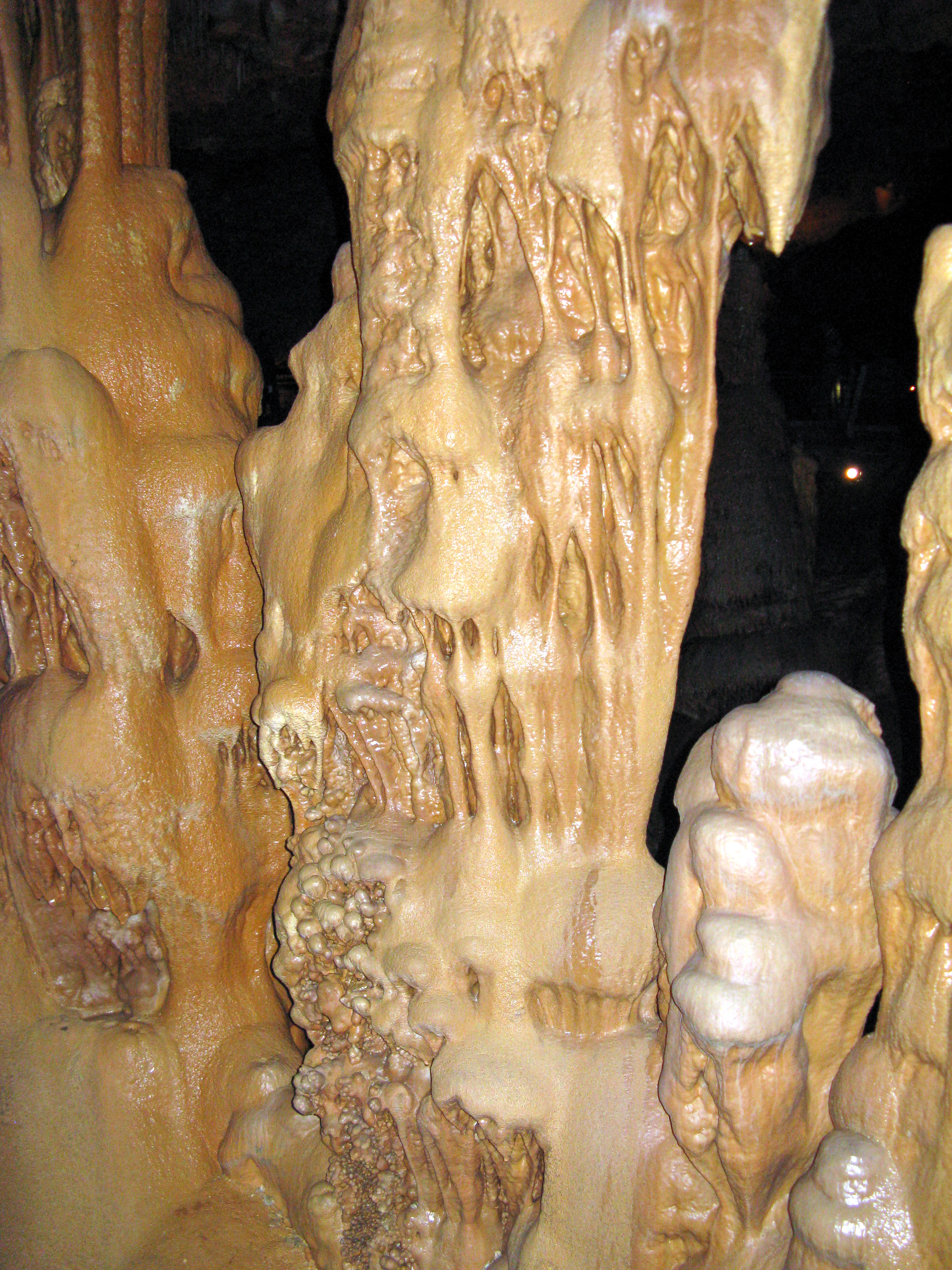
Натёчные образования